# إدواردو (لاعب كرة قدم)
إدواردو (بالبرتغالية: Eduardo José da Rosa Milhomem‏) هو لاعب كرة قدم برازيلي في مركز الدفاع، ولد في 3 ديسمبر 1995 في برازيليا في البرازيل. لعب مع نادي غاما.

## وصلات خارجية
- إدواردو (لاعب كرة قدم) على موقع قاعدة بيانات كرة القدم.إي يو (الإنجليزية)
- إدواردو (لاعب كرة قدم) على موقع Soccerway.com (الإنجليزية)